# Ignacio Calvo y Sánchez
Ignacio Calvo y Sánchez, (Horche, província de Guadalajara, 1864 - Madrid, 1930), escriptor, arqueòleg, numismàtic, iconògraf i arabista espanyol.

## Biografia
Va estudiar a Guadalajara i després va passar al Seminari Conciliar de Toledo; allà, com penitencia per una irreverent entremaliadura, comesa per mancar de diners per comprar-se un Crist que demanava tenir, va iniciar la seva famosa traducció parcial del Quixot al llatí macarrònic; es va ordenar sacerdot el 1888 i va ser rector de Alhóndiga. Va viatjar a Roma amb uns obrers peregrins i va publicar Abeja de la Alcarria en la Cúpula del Vaticano.
Va ser després arxipreste d'Herrera del Duque i va guanyar per oposició una plaça del Cos Facultatiu d'Arxivers, Bibliotecaris i Arqueòlegs. Va ser destinat a la biblioteca de la Universitat de Salamanca, i va prendre possessió el 1901 del càrrec de conservador de la secció de numismàtica del Museu Arqueològic Nacional d'Espanya a Madrid, també per oposició; va compaginar aquests treballs amb l'ensenyament de l'àrab a la Universitat Central.
L'any 1905, data del tricentenari de la primera part del Quixot, va preparar una traducció dels primers capítols d'aquesta obra al llatí macarrònic, la segona edició del qual porta el títol de Historia Dómini Quijoti Manchegui Traducta Per Ignatium Calvum (Curam Misae Et Ollae) Cum Prologo Manoli L. Anaya (Editio Nova, Castigata Et Alargata, Matriti: Tip. Julii Cosano, MCMXXII).
El 1912 inicia diverses excavacions arqueològiques, bé com a delegat director o com a inspector, a Tiermes, Osma i Clunia (Burgos), el turó de Santa Tecla a Pontevedra i les coves i collado de los Jardines en Santa Elena (Jaén ). A més a més va excavar a la rodalia d'Horche, a L'Alcàrria: tant en Aranzueque, com en la Cueva de Valdecobo o de La Galiana.
Nomenat acadèmic corresponent de la Reial Acàdemia d'Història des de 1916, va guanyar el Premi anual de la Junta d'Iconografia Nacional; se'l recorda també com un gran professor de numismàtica i medallística.

## Obres
- Historia Domini Quijoti Manchegui, traducta in latinem macarronicum per Ignatium Calvum, curam misae et ollae. Madrid: Imp. del Asilo de Huérfanos del S. C. de Jesús, 1905; segunda edición, 1922; reimpreso varias veces más.
- Abeja de la Alcarria en la cúpula del Vaticano: libaciones dulces y amargas hechas en Aragón, cataluña, Francia, Roma, Nápoles y Valencia, Talavera de la Reina: Imp. y enc. de L. Rubalcaba, 1895.
- Ensayo de un catálogo general para las medallas del Museo Arqueológico Madrid: Revista de Archivos, Bibliotecas y Museos, 1912.
- Retratos de personajes del siglo XVI, relacionados con la Historia Militar de España, Madrid, Imprenta y Encuadernación de Julio Cosano, 1919, con 155 ilustraciones fotográficas; memoria premiada en el concurso de 1916 y reimpresa modernamente en 2003.
- Salamanca a vista de pájaro (impresiones de un tío), Salamanca, 1898
- Salón de Numismática del Museo Arqueológico Nacional, Madrid, 1912
- Datos para su más sabroso estudio, 1912.
- Termes, ciudad celtíbero-arevaca, Madrid: Revista de Archivos, Bibliotecas y Museos, 1913.
- Catálogo-guía de las colecciones de monedas y medallas expuestas al público en el Museo Arqueológico Nacional, 1925.
- En las ruinas de Clunia, 1916.
- Excavaciones en Clunia: memoria de los trabajos realizados en el año 1915, Madrid: Tip. de la "Revista de Arch., Bibl. y Museos", 1916.
- Memorias acerca de las excavaciones subvencionadas por el Estado en el año 1916, Junta Superior de Excavaciones y Antigüedades, 1917, 7 t. en un volum.
- Excavaciones en la cueva y collado de los Jardines (Santa Elena-Jaen) : memoria de los trabajos realizados en el año 1916 Madrid: Tip. de la "Revista de Arch., Bibl. y Museos" 1917.
- Excavaciones en la cueva y collado de los Jardines (Santa Elena-Jaen): memoria de los trabajos realizados en la campaña de 1917 Madrid: Tip. de la "Revista de Arch., Bibl. y Museos" 1918.
- Excavaciones en la cueva y collado de los Jardines (Santa Elena-Jaen): memoria de los trabajos realizados en la campaña de 1918, Madrid: Tip. de la "Revista de Arch., Bibl. y Museos" 1919.
- Monte de Santa Tecla. La Guardia (Pontevedra) Exploraciones arqueológicas verificadas en los años 1914 a 1920, Madrid, Revista de Archivos, 1920.
- Monte de Santa Tecla en Galicia: memoria que acerca de los trabajos realizados en 1922-23, Madrid: Tip. de la "Rev. de Arch., Bibl. y Museos", 1924.
- Los reales de a cuatro, Madrid: Tipografía de la "Revista de Archivos", 1927.
- El extranjerismo español en la Numismática, Madrid: Tip. de la Rev. de Archivos, 1929.
- Historia de Horche, desde los tiempos más remotos hasta nuestros días, inèdita i perduda.